# Odontologiska Föreningen (Stockholm)
Odontologiska föreningen i Stockholm grundades 1888 i Götiska rummen på Berns salonger. OF i Stockholm är således Sveriges äldsta odontologiska förening. Vid det första mötet var antalet medlemmar 15. Idag har OF i Stockholm ca 500 medlemmar. 
De utbildningar på Karolinska Institutet som är knutna till OF är:
- Tandläkarutbildningen
- Tandhygienistutbildningen

OF består av fem utskott med vardera en ordförande. I styrelsen ingår även en representantpost vardera från de två i föreningen ingående utbildningsprogrammen samt en styrelseordförande och en vice dito. En kårtidning, OFT Cavum, utkommer med 4 nummer per år och distribueras till föreningens alla medlemmar.
Odontologiska föreningens färger är rött, grått och gult. Färgerna står för blod, amalgam och guld.
OF har haft sin kårlokal på ett antal olika adresser i Stockholm under åren. Några av dessa är:
- Sturegatan 6
- Smålandsgatan 42
- Adolf Fredriks kyrkogata 9
- Holländargatan 10
- Kammakargatan 48
- Alfred Nobels Allé 8 (nuvarande)